# Kellogg College

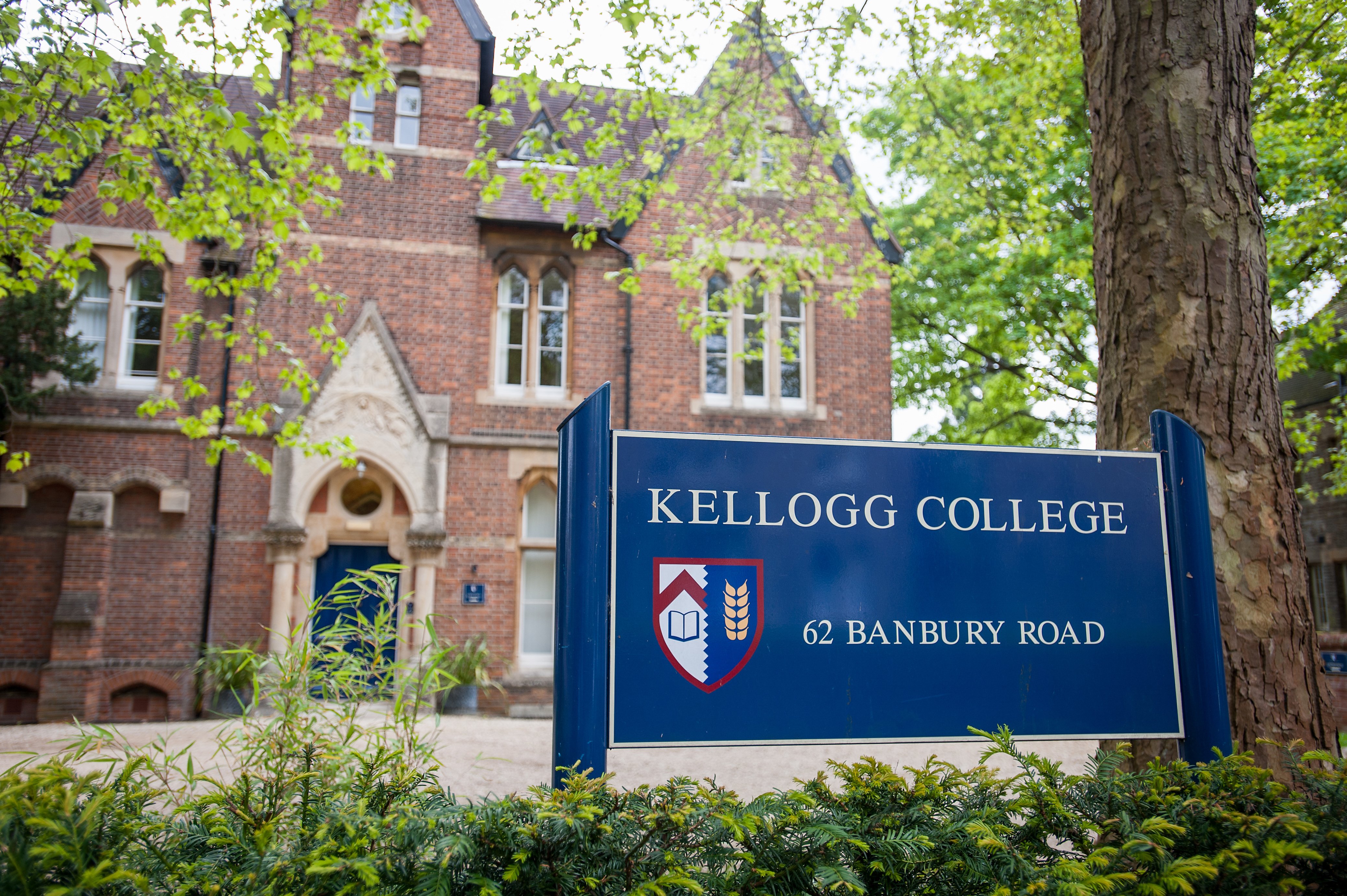
62 Banbury Road

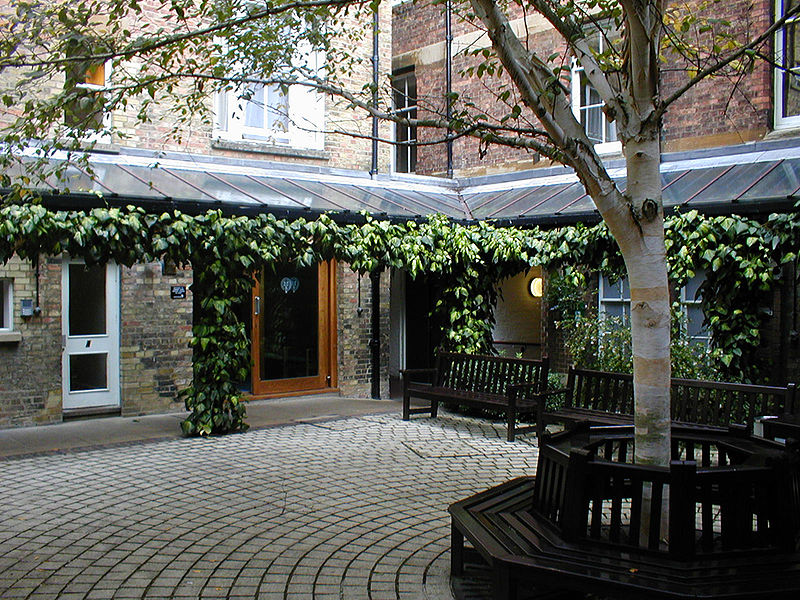
Die frühere Lage des Kellogg College im Rewley House.

Kellogg College ist das 36. der 38 Colleges der University of Oxford in England. Es wurde im März 1990 mit finanzieller Unterstützung der W.K. Kellogg Foundation gegründet und nahm 1992 die ersten Studenten auf. Im Jahre 1994 wurde es als offizielles College der Universität zugelassen und nach dem amerikanischen Industriellen Will Keith Kellogg (1860–1951) benannt, der zusammen mit seinem Bruder als der Ersteller der ersten Cornflakes gilt. Über die kurze Zeit seines Bestehens wuchs das Kellogg College zu einem der größten und internationalsten Colleges heran. Es nimmt ausschließlich Graduierte auf und offeriert besondere Unterstützung für Teilzeitstudenten. Im Michaelmas-Term 2017 waren 268 Vollzeitstudenten und 871 Teilzeitstudenten Mitglied des College.

## Geschichte
Das Kellogg College ist eng verbunden mit dem Department for Continuing Education sowie anderen Fakultäten der Universität, die Teilzeitstudiengänge anbieten. Die historischen Anfänge finden sich im Jahr 1878, als Arthur Johnson mit den sogenannten „Oxford Extension Lectures“ begann; eine Institution, die schlussendlich in der Gründung des Rewley House am 1. März 1990 gipfelte. Die Bewegung versuchte die Ausbildung in Oxford zu liberalisieren und die Universität für (männliche) Studenten aus allen Religionen und Schichten zu öffnen, später ebenfalls für Frauen.
Das Kellogg College war das erste College, das Teilzeitstudenten der University of Oxford aufnahm. Da viele Mitglieder neben dem Studium weiterhin in ihrem Beruf arbeiten, versucht Kellogg auf deren Bedürfnisse besonders Rücksicht zu nehmen. Generell legt das College besonderen Wert auf Offenheit und Gleichberechtigung und verfolgt vergleichsweise egalitäre Konzepte (beispielsweise durch die Ablehnung eines separaten High Table, an welchem die Fellows des Colleges essen).
Im November 2019 wurde der britische Thronfolger Charles, Prince of Wales Fellow am Kellogg College.